# Peter Woodward
Peter Woodward (Londen, 24 januari 1956) is een Britse acteur en stuntman. Hij werd in een familie van acteurs geboren. Zowel zijn vader Edward, zijn broer Tim als zijn zus Sarah zijn zeer gerespecteerde Britse acteurs.
Woodward studeerde aan de Royal Academy of Dramatic Art. Na zijn studie ging hij werken bij de Royal Shakespeare Company, waar hij vele rollen vertolkte, waaronder in A Midsummer Night's Dream. Verder heeft hij talloze film- en televisieserie-personages vertolkt.

## Vertolkingen in onder andere
- Sense and Sensibility (1981)
- Bergerac (1988)
- Crusade (1999)
- Walker, Texas Ranger (2001)
- Charmed (2002-2005)
- Stargate Atlantis (2005)
- Babylon 5 (2007)
- Dracula (2013)

Verder verzorgt Woodward de choreografie van vechtscènes en schreef hij mee aan televisiefilms als Les Miserables, Colombus-1492 en Dangerous Obsessions.
In samenwerking met zijn vader heeft hij een productiebedrijf opgericht, waarmee hij zijn eerste (zelfgeschreven) film The House of Angelo ook zelf produceerde, wat meteen een familieaangelegenheid werd. Zowel Peter, Edward, Tim, als Sarah Woodward vertolken een rol in deze film.